# Qualifications pour le tournoi masculin de volley-ball aux Jeux olympiques d'été de 2012/Amérique du Sud
Pour un article plus général, voir Volley-ball (indoor) aux Jeux olympiques d'été de 2012 – Qualifications hommes.

## Équipes participantes
- Argentine (organisateur)
- Chili
- Colombie
- Venezuela

## Classement
| # | Équipe    | Pts | J | G | Gt | Pt | P | Sp | Sc | Ratio | Pp  | Pc  | Ratio |
| 1 | Argentine | 9   | 3 | 3 | 0  | 0  | 0 | 9  | 0  | MAX   | 227 | 162 | 1.401 |
| 2 | Colombie  | 6   | 3 | 2 | 0  | 0  | 1 | 6  | 4  | 1.5   | 237 | 213 | 1.113 |
| 3 | Venezuela | 2   | 3 | 0 | 1  | 0  | 2 | 4  | 8  | 0.5   | 231 | 272 | 0.849 |
| 4 | Chili     | 1   | 3 | 0 | 0  | 1  | 2 | 2  | 9  | 0.222 | 204 | 252 | 0.81  |

## Équipe qualifiée
- Argentine (6e participation)